# 小川光樹
小川 光樹（おがわ こうき、1998年5月21日 - ）は、日本の俳優。東京都出身。身長157cm、血液型はAB型。ホリプロ・インプルーブメント・アカデミー所属。

## 出演

### バラエティ
- コドモのギモン!（2004年12月、テレビ朝日）
- トコトンハテナ（2005年1月、テレビ東京）

### テレビドラマ
- 御宿かわせみ（2003年、NHK）
- Ns'あおい（2006年、フジテレビ） - 小峰タク 役
- 50周年ドラマ特別企画 赤い奇跡（2006年、TBS）
- のだめカンタービレ（2006年、フジテレビ） - 瀬川悠人（幼少） 役
- 「超」怖い話（2006年、KBS京都・tvk・千葉テレビ） - 三島少年 役
- 水曜ミステリー9 猪熊夫婦の駐在日誌（2006年3月、テレビ東京）
- きらきら研修医（2007年1月、TBS）
- ママが料理を作る理由（2007年3月、フジテレビ）
- 日本テレビ開局55周年記念スペシャルドラマ 東京大空襲（2008年3月17日・18日、日本テレビ） - 梅沢健一 役
- ネコナデ（2008年、KBS京都・TVK・千葉テレビ） - 鬼塚汰一郎 役
- たべるダケ（2013年、テレビ東京） - 田中 役

### CM
- マクドナルド（2004年3月）
- 東京ディズニーリゾート（2006年3月）
- マクドナルド ハッピーセット（2007年2月 - 3月）
- 三菱自動車 SUVラインナップ（2007年4月 - 6月）
- P&G ファブリーズ（2012年）

### 映画
- 妖怪奇談（2007年）
- ポストマン（2008年3月） - 海江田鉄平 役
- 大決戦!超ウルトラ8兄弟（2008年） - マドカ・ダイゴ（幼少） 役
- あしたになれば。（2015年） - 大野健二 役

### その他
- マイナスターズ「カバ」ダンサーズ（2005年7月）